# Christian Bach
Christian Bach (født 6. februar 1979 i Aarhus) er en dansk forlagsmand.
Han er opvokset i den lille by Frederiks i Midtjylland og blev i 2006 uddannet folkeskolelærer fra Aarhus Dag- og aftenseminarium.
I 2010 blev han ansat som redaktør for undervisningsmaterialer hos forlaget Gyldendal, hvor han bl.a. stod i spidsen for lanceringen af det digitale læremiddel dansk.gyldendal.dk.. I 2014 blev han hentet til en stilling som markedsansvarlig for børne- og ungdomslitteraturen samme sted, og i 2015 fik han titel af markedschef for samme område.
I 2017 tiltrådte han som forlagschef for Forlaget Carlsen hos forlagshuset Lindhardt og Ringhof, som er Egmonts danske bogdivision. I 2021 blev han udnævnt som direktør for Carlsen.
Før Christian Bach begyndte i forlagsbranchen var han aktiv på den danske musik- og musicalscene, hvor han bl.a. medvirkede i musicalen Chess i Rossen & Rønnows opsætning. Han medvirkede også i Dansk Melodi Grand Prix 2006 med sangen "Grib mig" i duet med Trine Jepsen.